# Poliana Botelho
Poliana Botelho (født 15. december 1988 i Rio de Janeiro i Brasilien) er en brasiliansk MMA-udøver     som konkurrerer i strawweight-klassen i Ultimate Fighting Championship. Hun har tidligere været Women's Flyweight-mester i Xtreme Fighting Championships .

## MMA-karriere

### Tidlig karriere
Botelho fik sin professionelle debut i 2013, hvor hun fik knock-out-sejre over Thais Raphaela og Ingrid Schwartz i henholdsvis Favela Kombat og KTAF . I 2014 kæmpede hun om den ledige Flyweight-titel i organisationen Bitetti Combat. Hun tabte kampen via enstemmig afgørelse til den brasilianske MMA-udøver Viviane Pereira. Hun underskrev senere kontrakt med Xtreme Fighting Championships som Flyweight-kæmper.

### Ultimate Fighting Championship
Botelho sluttede sig til UFC's strawweight-division i 2016. Hun skulle have haft sin UFC-debut mod Valerie Letourneau på UFC 206, men blev tvunget til at trække sig fra kampen på grund af skade. Hun blev erstattet af den tidligere modstander og XFC- mester Viviane Pereira . 
Botelho kæmpede mod Pearl Gonzalez på UFC 216 den 7. oktober 2017.  Hun vandt kampen via enstemmig afgørelse.
Botelho mødte Syuri Kondo den 19. maj 2018 ved UFC Fight Night 129 .  Hun vandt kampen via TKO via et kropsslag og slag efter blot 33 sekunder inde i første omgang. 
Botelho mødte Cynthia Calvillo den 17. november 2018 på UFC Fight Night 140.  Ved vejningerne vejede Calvillo ind på 118 pund, 2 pund over Strawweight, ikke-titelkampgrænsen på 116 pund. Hun blev bødet 20 procent af hendes løn, der gik til hendes modstander, Botelho, og kampen gik videre til catchweight.  Hun tabte kampen via rear-naked-chocke i 1. omgang. 
Botelho mødte Lauren Mueller den 13. april 2019 på UFC 236 .  Hun vandt kampen ved enstemmig afgørelse. 

## Mesterskaber og præstationer

### MMA
- Xtreme Fighting Championships
  - Xtreme Fighting Championships Women's Flyweight Champion (1 gang) vs. Silvana Gómez Juárez [14]